# Lillflärken (Kyrkås socken, Jämtland)
Lillflärken är en sjö i Östersunds kommun i Jämtland och ingår i Indalsälvens huvudavrinningsområde.